# Фемарнбельтский тоннель
54°34′40″ с. ш. 11°17′50″ в. д.

Фемарнбельтский тоннель — строящийся тоннель под проливом Фемарн-Бельт, разделяющим Данию и Германию. Строительные работы начались в июле 2021 года, а срок сдачи запланирован на 2029 год.
Общая стоимость работ предположительно составит 8,7 млрд евро, а Евросоюз со своей стороны выделит на строительство 590 млн евро.
Длина тоннеля составит 18 км. На участке будут проложены две колеи железной дороги и четырёхполосная автомагистраль. Предположительно, это расстояние можно будет преодолеть за семь минут на поезде и за 10 минут на автомобиле, в связи с чем время на поезде между Гамбургом и Копенгагеном вместо нынешних пяти часов сократится примерно до двух.

## Технические характеристики
Бетонный погружной туннель длиной 18 километров будет построен из 89 массивных туннельных элементов, погружённых на глубину 40 метров ниже уровня моря. 79 элементов будут иметь длину 217 метров, ширину 42 метра и вес более 73000 тонн. Еще 10 специальных 2-этажных элементов длиной 39 метра, шириной 46,5 метра и высотой 13,5 метра будут обеспечивать пространство для туннельных установок и удобный доступ обслуживающему персоналу. Расстояние между центрами специальных элементов составляет примерно 1800 метров. Каждый элемент туннеля будет включать подвальное помещение для размещения технического оборудования. Безопасность туннеля будет обеспечиваться за счет наличия аварийной полосы в обоих направлениях, а по всей длине тоннеля предусмотрены аварийные выходы.
Тоннель будет включать в себя четырехполосную автомагистраль и двухпутную железную дорогу. Время в пути на поезде между побережьями составит семь минут, а на автомобиле — десять минут. Автомобильное и железнодорожное движение разделено на две отдельные туннельные трубы. Туннель сможет выдерживать пожар в течение трех часов при температуре не менее 1350 °C. Проект также предусматривает электрификацию существующей железнодорожной ветки, чтобы на маршруте ходили электропоезда вместо дизельных.
Срок службы тоннеля — 120 лет.

## История

### Проект моста
Ранее тоннель планировался как Фемарнбельтский мост (дат. Femern Bælt-forbindelsen, нем. Fehmarnbelt-Querung), проект соединения немецкого острова Фемарн (Fehmarn) с датским островом Лолланн (Lolland) мостом, который должен пересечь 18-километровый пролив Фемарн-Бельт Балтийского моря. Вантовый мост с тремя главными пролётами (каждый — 724 метра в длину) должен был иметь общую протяженность около 19 километров. Четыре пилона должны были достигать высоты примерно 280 метров. Вертикальный зазор составил бы 65 метров, что не должно было мешать проходу под ним больших судов из Балтийского моря. Мост должен был иметь двухпутную железную дорогу и четырёхполосную автомагистраль.
29 июня 2007 года в Берлине было достигнуто Временное соглашение между датским и германским правительствами (представленными своими министрами транспорта) о том, чтобы приступить к строительству моста. Объявленная датским радио информация утверждала, что Фемарнбельтский мост будет иметь длину 19 километров и находиться примерно в 2 километрах к западу от Редби (Rødby) в Дании, в Путтгардене на острове Фемарн, который уже соединён мостом с материковой Германией. Строительство должно было начаться в 2011 году и завершиться в 2018 году, но затем вместо моста было решено построить тоннель.
Мост должен был финансироваться за счёт гарантированных государством займов, покрываемые за счёт дорожных сборов. Дания должна была нести полную ответственность за обеспечение финансирования данного проекта; по оценкам, расходы составят 35 миллиардов датских крон или 4,7 миллиарда евро. Стоимость проекта включала 1,5 миллиарда евро для других усовершенствований, например, электрификацию и перестройку 160 километров железных дорог на двухпутные. Также, необходимо было строительство новых мостов через Фемарнзунд (1 километр) и Сторстрем (более 3 километров). При этом, строительство немецкой двухколейной железной дороги было отложено на семь лет.
Предполагалось, что немецкое участие ограничивалось развитием наземных объектов на немецкой стороне. Дания получала мост в собственность, ей разрешалось получать сборы за проезд для погашения займа и пользоваться возможностью трудоустройства на платной станции. Соглашение, достигнутое между министрами транспорта, необходимо было ратифицировать национальными парламентами.
Мост и двухпутная железная дорога должны были сократить время поездки из Гамбурга в Копенгаген с 4 ¾ до 3-3 ¼ часов. Согласно планам, размеры движения составили бы один пассажирский и два грузовых поезда через мост в час.
Данный проект сравнивался с Эресуннским мостом, мостом Большой Бельт или планами строительства моста через Мессинский пролив; он является крупнейшим из запланированных инфраструктурных проектов в Северной Европе.

## Критика
Есть возражения со стороны местного населения Германии, которые опасаются потери рабочих мест на сегодняшнем интенсивном паромном сообщении, и защитников экологии, которые считают, что от этого проекта пострадают дикие животные.
Мост Гедсер-Росток длиной около 50 километров был предложен как альтернатива Фемарнбельтскому мосту. Сторонники этого проекта утверждают, что он был бы связующим звеном из Скандинавии в Берлин.

## Туннель
30 ноября 2010 года стало известно, что проект туннеля является более предпочтительным, чем проект моста — из-за меньших рисков при строительстве столь протяжённого объекта. В январе 2011 года идея строительства туннеля получила поддержку от подавляющего большинства депутатов Парламента Дании. Таким образом, к 2012 году дата завершения была перенесена на 2021 год, а в 2014 году — на 2024 год, а затем в 2015 году была перенесена ещё на 2028 год.
В феврале 2015 года законопроект о строительстве туннеля был представлен в датский парламент, и правительство Дании подало заявку на получение 13 млрд датских крон (1,7 млрд евро) в виде грантов ЕС при поддержке Германии и Швеции. В июне 2015 года Европейская комиссия предоставила Дании финансирование в размере 589 млн евро в рамках своей схемы «Соединяющаяся Европа» (CEF), что позволило продолжить реализацию проекта строительства туннеля. В марте 2017 года операционная компания объявила о регистрации субподрядчиков для реализации проекта.

## Хронология строительства
1 января 2021 года стартовала официальная онлайн-церемонией начала фактического строительства туннеля, в июле приступили непосредственно к самим работам с датской стороны.
В ноябре 2021 года работы по строительству тоннеля начались и в Германии.
18 января 2022 года Федеральный административный суд Германии в Лейпциге наложил мораторий на строительство на территориях вблизи охраняемых рифов на время рассмотрения юридических исков выступающей против проекта группы.
12 мая 2022 года начались работы на северном входе в туннель с датской стороны.
24 мая 2022 года работы по углублению тоннеля были завершены наполовину (было пройдено 11 километров).
14 декабря 2022 года Федеральным административным судом в Лейпциге были отклонены иски противников строительства.
6 января 2023 года работы по углублению дна туннеля были завершены на 70 %.
В июле 2023 года ввели в эксплуатацию немецкую рабочую гавань, а в августе достроили завод по производству элементов туннеля. В декабре первый элемент туннеля был закончен, и был готов к погружению в Фемарнбельт в следующем году.
15 апреля 2024 года на Фемарне начались строительные работы на железнодорожной ветке Путтгарден — Любек.